# Sistematica evolutiva
La sistematica evolutiva o evoluzionista è una scuola di classificazione che ha come finalità quella di determinare non solo la genealogia, ma anche l'evoluzione dei differenti lignaggi che compongono un taxon.

## Storia
Fino agli anni '40 del XX secolo, la sistematica resta estranea ai nuovi ambiti teorici apparsi nella biologia. Per ipotesi, si tentò, da Darwin e Haeckel, di applicare la teoria dell'evoluzione alla sistematica, però con scarso successo. La maggior parte dei lavori sistematici si limitavano alla mera descrizione; descrivendo le specie, proporzionando i mezzi per riconoscerle e situandole così nella gerarchia linneana.
Negli anni 1940, si produsse una rivoluzione concettuale nella sistematica; i sistematici iniziarono ad interessarsi, non solo alla descrizione, bensì anche al chiarimento della storia ed evoluzione degli esseri viventi. Frutto di queste nuove inquietudini furono tre grandi scuole sistematiche: 
- sistematica evolutiva
- sistematica fenetica (o tassonomia numerica) e
- sistematica filogenetica (o cladistica).

## Lanuova sistematicao "sistematica evolutiva"
La sistematica evolutiva venne fondata principalmente da J. Huxley, E. Mayr e G. G. Simpson, che esposero per la prima volta formalmente la maniera di ricostruire le filogenesi rappresentandole in forma di classificazioni.
Il punto di partenza di questa scuola è un volume collettivo pubblicato da J. S. Huxley nel 1940 intitolato The New Systematics (la nuova sistematica). L'idea di base era che le specie, oggetto principale dei sistematici precedenti, erano formate da popolazioni e che lo studio dettagliato di dette popolazioni e delle loro variazioni sarebbero particolarmente fertili per discernere i processi evolutivi. La nuova sistematica (come si chiamò in principio questa scuola) sollecitava, dunque, a incentrare la ricerca sulle popolazioni più che sulle specie.
Per E. Mayr, ornitologo, che sviluppò le idee di Huxley, era fondamentale che la Nuova Sistematica prendesse in considerazione i dati forniti da discipline che allora erano in pieno sviluppo, come la citologia, la genetica, l'ecologia, la fisiologia o la etologia; ciò sarebbe servito a contrastare i risultati ottenuti dalla morfologia, e a prestare una massima attenzione ai processi a scapito delle strutture.
Altro importante contributo al nuovo progetto della sistematica fu quella del paleontologo G. G. Simpson  Secondo questo autore:
- La sistematica ha come unità fondamentale la popolazione.
- La variazione è un elemento essenziale della natura e della definizioni delle popolazioni.
- Le popolazioni sono sistemi dinamici che evolvono.
- La specie può solo definirsi in termini di dinamica, di evoluzione, di genetica, di relazioni dentro e tra le popolazioni e non in termini di strutture morfologiche fisse.

## Metodi della Sistematica Evolutiva
La sistematica evolutiva si fonda sulla genealogia e similitudine, conferendo un'importanza capitale al grado di adattamento onde stabilire le classificazioni. Il grado di adattamento è un'unità anagenetica, vale a dire, uno stato di progresso, di perfezione evolutiva.
Per valutare questo livello di adattamento, la sistematica evolutiva utilizza quattro criteri principali:
- Discontinuità morfologica. Se due taxa sono molto diversi, si classificano in gruppi differenti.
- Nicchia adattiva. Una zona adattativa eccezionale giustifica un rango gerarchico più elevato nella classificazione.
- Ricchezza di specie. Un gruppo che contenga molte specie avrà un rango più elevato di un altro in cui esse scarseggiano.
- Monofilia minima. I gruppi devono discendere da uno stesso progenitore, ma non contenere forzosamente tutti i discendenti dello stesso.

Gli alberi evolutivi ottenuti applicando questi criteri ricevono il nome di filogrammi.

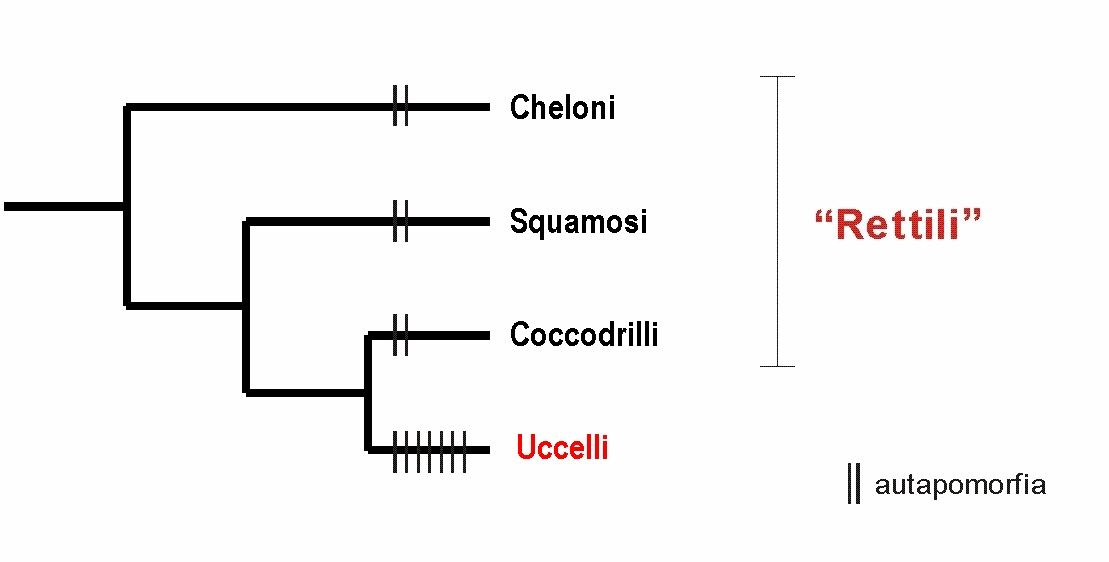
Cladogramma nel quale viene mostrata la relazione di parentela tra i rettili attuali e gli uccelli

Secondo Mayr, dati due gruppi somiglianti (hermanos), uno può essere biologicamente molto vicino alla specie ancestrale (come quello dei coccodrilli, nel cladogramma qui esposto), mentre l'altro può avere acquisito una nuova nicchia adattiva ed essersi evoluto verso un nuovo tipo (gli uccelli nel cladogramma). In queste condizioni, se i loro caratteri biologici si sono fatti molto differenti, questi gruppi avranno un rango differente nella gerarchia linneana. Per valutare il grado di diversità tra gruppi fraterni, gli evoluzionisti si basano sul numero di autapomorfie, vale a dire, di novità evolutive esclusive che determinano il taxon più evoluto. Così, le relazioni fra gli uccelli e i rettili attuali sono mostrate nel cladogramma seguente. Secondo la sistematica evolutiva, dato che gli uccelli hanno accumulato numerose autapomorfie, avendo occupato una nicchia adattativa totalmente differente da quella dei rettili attuali e possiedono molte più specie di questi, è giustificato separarle in un taxon proprio; il taxon dei rettili è monofiletico secondo la sistematica evolutiva (monofilia minima), ma parafiletico secondo la cladistica, poiché non include tutti i discendenti del progenitore comune tra gli uccelli e i rettili.
La sistematica evolutiva e la cladistica si liberarono, dopo quasi venti anni di controversia, dove il dogmatismo e la malafede non sempre erano assenti. Nonostante questo, dopo alcuni anni, un grande consenso si venne a stabilire tra i sostenitori della sistematica evolutiva con il fine di accettare il principio fondamentale della sistematica cladistica, vale a dire: che i gruppi di organismi non possono stabilirsi se non sulla base di caratteri comuni ed esclusivi, le sinapomorfie, che si può pensare fossero ereditati da un antenato comune.